# Лаодика (митологија)
Лаодика је у грчкој митологијији било име више личности.

## Митологија
- Била је кћерка Кинире, краља Кипра и Метарме. Била је удата за Елата и са њим имала синове Стимфала, Переја, Исхија, Килена и Епита. Њу су поменули Аполодор и Паусанија.[1]
- У Хомеровој, „Илијади“, кћерка Агамемнона и Клитемнестре.[1]
- Најчаснија кћерка Пријама и Хекабе. На крају тројанског рата, Земља ју је прогутала наочиглед свих. Била је удата за Тројанца bg []а, али и за Телефа и Акаманта. Са овим последњим је имала сина Мунита.[1] Према неким изворима, када јој је син умро, од жалости је скочила у провалију. Паусанија је извештавао да ју је угледао на лесхи у Делфима међу насликаним заробљеним Тројанкама.[2]
- Млада Хиперборејанка, која је била послата, заједно са Хиперохом и пет пратиља, као жртва на острво Делос.[2]
- Према Аполодору, била је нимфа са којом је Форонеј имао сина Апида и кћерку Ниобу.[2]
- Агапенорова, кћерка.[2]